# Reflexo preênsil
O reflexo preênsil é um reflexo dos primatas, em sua fase fetal e na fase posterior ao nascimento, no qual as mãos, ao terem um objeto, seja ele qual for, junto a sua palma, próximo a zona distal dos metacarpos, causam o fechamento involuntário da mão (flexão dos dedos), com significativa força. O mesmo se dá na planta dos pés, porém menos destacadamente nos humanos, quando aplica-se pressão na face plantar dos pés, na região distal dos metatarsos, causando flexãos dos dedos dos pés. Manifesta-se nos humanos e é relacionado com nosso passado evolutivo, onde as crias eram carregadas pelas mães, nelas se pendurando. Pelo mesmo motivo manifesta-se conjuntamente com os demais primatas em suas fases iniciais de vida, assim como com determinados animais que portam suas crias penduradas no corpo, porém de maneiras sutilmente diferentes dos primatas, como nos guaxinins e gambás
Faz parte, nos humanos, do nosso conjunto de reflexos primitivos.